# Simone Barbato
Simone Barbato (Ovada, 19 marzo 1980) è un attore, mimo e cantante lirico italiano.

## Biografia
Attore, pianista, cantante lirico ed autore, si diploma presso il conservatorio "Antonio Vivaldi" di Alessandria in pianoforte.
Diventa noto al grande pubblico televisivo per la sua partecipazione come mimo al programma di Canale 5 Zelig avvenuta nel 2009. Le sue esibizioni, ispirate alla comicità di Charlie Chaplin e Buster Keaton, convincono molto, al punto che viene confermato nelle edizioni successive del programma comico. 
Tra il 2011 e il 2015 fa parte del cast del programma Avanti un altro!, gioco a premi in onda su Canale 5.
Nel 2015 partecipa come concorrente alla 5ª puntata di Italia's Got Talent presentandosi come cantante lirico, ma esibendosi poi anche come mimo.
Nel 2018 diventa concorrente della tredicesima edizione de L'isola dei famosi, venendo eliminato nella decima puntata.
Da gennaio 2021 è ospite fisso, in quanto tifoso interista, della trasmissione calcistica Diretta stadio... ed è subito goal!, in onda sulla rete televisiva 7 Gold.

## Libri
- Simone Barbato, Canto d'Honduras. Diario di un naufrago, collana Protagonisti, Giraldi Editore, 2019, ISBN 978-88-6155-774-1.

## Filmografia

### Cinema
- Colpi di fulmine, regia di Neri Parenti (2012)

### Televisione
- 2009 – Zelig Off
- 2010, 2021, 2025 – Zelig
- 2011-2015 – Avanti un altro!
- 2015 – Italia's Got Talent (concorrente)
- 2018 – L'isola dei famosi (concorrente)
- 2021 – Diretta Stadio (opinionista)
- 2023 – Fake Show - Diffidate delle imitazioni
- 2024 - Only Fun - Comico Show

## Riconoscimenti
- 2011 – Leggio d'oro
- 2011 – Premio alla voce del silenzio[3]
- 2014 – Oscar per il successo[4]